# Platylabops fraterculus
Platylabops fraterculus är en stekelart som beskrevs av Heinrich 1961. Platylabops fraterculus ingår i släktet Platylabops och familjen brokparasitsteklar. Inga underarter finns listade i Catalogue of Life.